# Nesocharis shelleyi
Nesocharis shelleyi là một loài chim trong họ Estrildidae.